# مطار خوان سانتاماريا الدولي
مطار خوان سانتاماريا الدولي (بالإسبانية: Aeropuerto Internacional Juan Santamaría) (إياتا: SJO، إيكاو: MROC)، هُو المطار الرئيسي الدولي الذي يخدم مدينة سان خوسيه عاصمة كوستاريكا. يقع المطار في مدينة ألاخويلا، على بُعد حوالي 20 كيلومترا (12 ميلا) غرب العاصمة.

## الوجهات وشركات الطيران

### النقل الجوي
| شركـات طيـران                   | الوجهات |
| ------------------------------- | --- |
| طيران المكسيك                   | مطار بينيتو خواريز الدولي |
| طيران كندا                      | موسمي: مطار مونتريال الدولي، مطار تورونتو بيرسون الدولي |
| Air Canada Rouge                | موسمي: مطار مونتريال الدولي، مطار تورونتو بيرسون الدولي |
| الخطوط الجوية الفرنسية          | مطار باريس شارل ديغول |
| طيران ترانسات                   | موسمي: مطار مونتريال الدولي، مطار تورونتو بيرسون الدولي |
| خطوط آلاسكا الجوية              | مطار لوس أنجلوس الدولي |
| Albatros Airlines               | مطار سيمون بوليفار الدولي (معلقة) |
| الخطوط الجوية الأمريكية         | مطار شارلوت دوغلاس الدولي، مطار دالاس فورت ورث الدولي، مطار ميامي الدولي |
| Arajet                          | مطار لاس أمريكا الدولي |
| أفيانكا                         | مطار إلدورادو الدولي |
| أفيانكا كوستاريكا               | مطار إلدورادو الدولي، مطار الوزير بيستارينيي الدولي، Cancún، Cartagena، Guatemala City، مطار خورخي تشافيز الدولي، مطار أوغوستو ساندينو الدولي (معلقة)، مطار خوسية ماريا كوردوفا الدولي، مطار بينيتو خواريز الدولي، مطار جون إف كينيدي الدولي، مطار توكومين الدولي (معلقة)، مطار ماريسكال سوكري الدولي، مطار إل سلفادور الدولي، مطار واشنطن دولس الدولي |
| أفيانكا السلفادور               | مطار إل سلفادور الدولي |
| الخطوط الجوية البريطانية        | موسمي: مطار غاتويك |
| خطوط كوبا الجوية                | Guatemala City، مطار أوغوستو ساندينو الدولي (تستأنف في 5 يوليو 2023)، مطار توكومين الدولي |
| Costa Rica Green Airways        | Quepos، Tambor |
| خطوط دلتا الجوية                | مطار هارتسفيلد جاكسون، مطار لوس أنجلوس الدولي |
| إديلويس إير                     | مطار زيورخ الدولي |
| خطوط فرونتير الجوية             | مطار هارتسفيلد جاكسون موسمي: مطار أورلاندو الدولي |
| أيبيريا (شركة طيران)            | مطار مدريد باراخاس الدولي |
| Iberojet                        | مطار مدريد باراخاس الدولي |
| خطوط جيت بلو الجوية             | Fort Lauderdale ‏، مطار جون إف كينيدي الدولي، مطار أورلاندو الدولي موسمي: مطار لوس أنجلوس الدولي |
| الخطوط الجوية الملكية الهولندية | موسمي: مطار سخيبول أمستردام |
| لاتام بيرو                      | مطار خورخي تشافيز الدولي |
| لوفتهانزا                       | مطار فرانكفورت |
| Sansa Airlines                  | Costa Esmeralda ‏، Coto 47 ‏، Drake Bay ‏، Golfito، La Fortuna/San Carlos ‏، Liberia (CR) ‏، Limón، Nosara Beach ‏، Palmar Sur ‏، Pérez Zeledón ‏، Puerto Jiménez ‏، Quepos، Tamarindo، Tambor، Tortuguero |
| خطوط ساوث ويست الجوية           | مطار بالتيمور واشنطن الدولي، Houston–Hobby موسمي: مطار دنفر الدولي |
| خطوط سبيريت الجوية              | Fort Lauderdale ‏، مطار أورلاندو الدولي |
| الخطوط الجوية المتحدة           | مطار جورج بوش الدولي، مطار لوس أنجلوس الدولي، مطار نيوآرك ليبرتي الدولي موسمي: مطار أوهير الدولي، مطار دنفر الدولي، مطار واشنطن دولس الدولي |
| Viva Aerobús                    | موسمي: Cancún (معلقة) |
| Volaris                         | Cancún |
| Volaris Costa Rica              | مطار إلدورادو الدولي، Cancún، Guatemala City، مطار خورخي تشافيز الدولي، مطار بينيتو خواريز الدوليa، مطار جون إف كينيدي الدولي،b مطار إل سلفادور الدولي، مطار واشنطن دولس الدولي |
| وينغو (خطوط جوية)               | مطار إلدورادو الدولي، Panama City–Balboa ‏ |